# 工藤昭四郎
工藤 昭四郎（くどう しょうしろう、1894年7月30日 - 1977年10月13日）は、日本の官僚、実業家。日本興業銀行大阪支店長、大蔵省物価部長、復興金融金庫理事長、東京都民銀行頭取、経済同友会代表幹事などをつとめた。従三位勲一等瑞宝章。

## 来歴
1894年 徳島県 徳島市に生まれる。旧制徳島中学校、 第六高等学校を経て1921年 東京帝国大学 法学部卒業。卒業後、日本興業銀行に入行、参事、調査部長、融資第四部長と昇進し、終戦時は大阪支店長であった。
1945年 大蔵省物価部長に転じ、翌年2月16日から相次いで実施された預金封鎖、財産税徴収、国家補償の全面打ち切り、米の強制供出、隠退蔵物資の強制買い上げ、失業対策など一連の非常措置の実施を主となって行い、成果を上げた。続いて、物価庁次長兼経済安定本部第五部長をつとめた後に退任し、1947年 復興金融金庫副理事長となり、1950年理事長に就任した。ついで、東京都民銀行頭取、経済同友会代表幹事、東北電力株式会社取締役、日本経営者団体連盟常任理事、公正取引協会会長、東京商工会議所監事、通商産業省百貨店審議会会長、石炭鉱業合理化事業団理事長などの各種役員、委員を歴任した。
1965年11月3日に勲二等旭日重光章を受章した。1974年10月8日勲一等瑞宝章受章。1977年10月13日逝去。叙従三位。